# Tachygyia microlepis
Tachygyia microlepis är en ödleart som beskrevs av  Duméril och BIBRON 1839. Tachygyia microlepis ingår i släktet Tachygyia och familjen skinkar. Inga underarter finns listade i Catalogue of Life.
Ödlan var endemisk på Tonga. Den levde troligtvis på marken.
Populationen försvann antagligen på grund av landskapsförändringar och introducerade fiender som hundar, katter och gris. IUCN kategoriserar arten globalt som utdöd.